# Saint-Sigismond (Maine i Loara)
Saint-Sigismond – miejscowość i gmina we Francji, w regionie Kraj Loary, w departamencie Maine i Loara.
Według danych na rok 2010 gminę zamieszkiwały 374 osoby, a gęstość zaludnienia wynosiła 29 osób/km².